# Mundolsheim
Mundolsheim is een gemeente in het Franse departement Bas-Rhin (regio Grand Est). De gemeente maakt deel uit van het kanton Hœnheim in het arrondissement Strasbourg. Mundolsheim telde op 1 januari 2022 5.236 inwoners.

## Geschiedenis
Mundolsheim was de hoofdplaats van het kanton Mundolsheim in het arrondissement Strasbourg-Campagne. Bij de kantonale herindeling werd de gemeente op 1 januari 2015 ondergebracht in het kanton Hœnheim in het arrondissement Strasbourg.

## Geografie
De oppervlakte van Mundolsheim bedroeg op 1 januari 2022 4,09 vierkante kilometer; de bevolkingsdichtheid was toen 1.280,2 inwoners per km². 

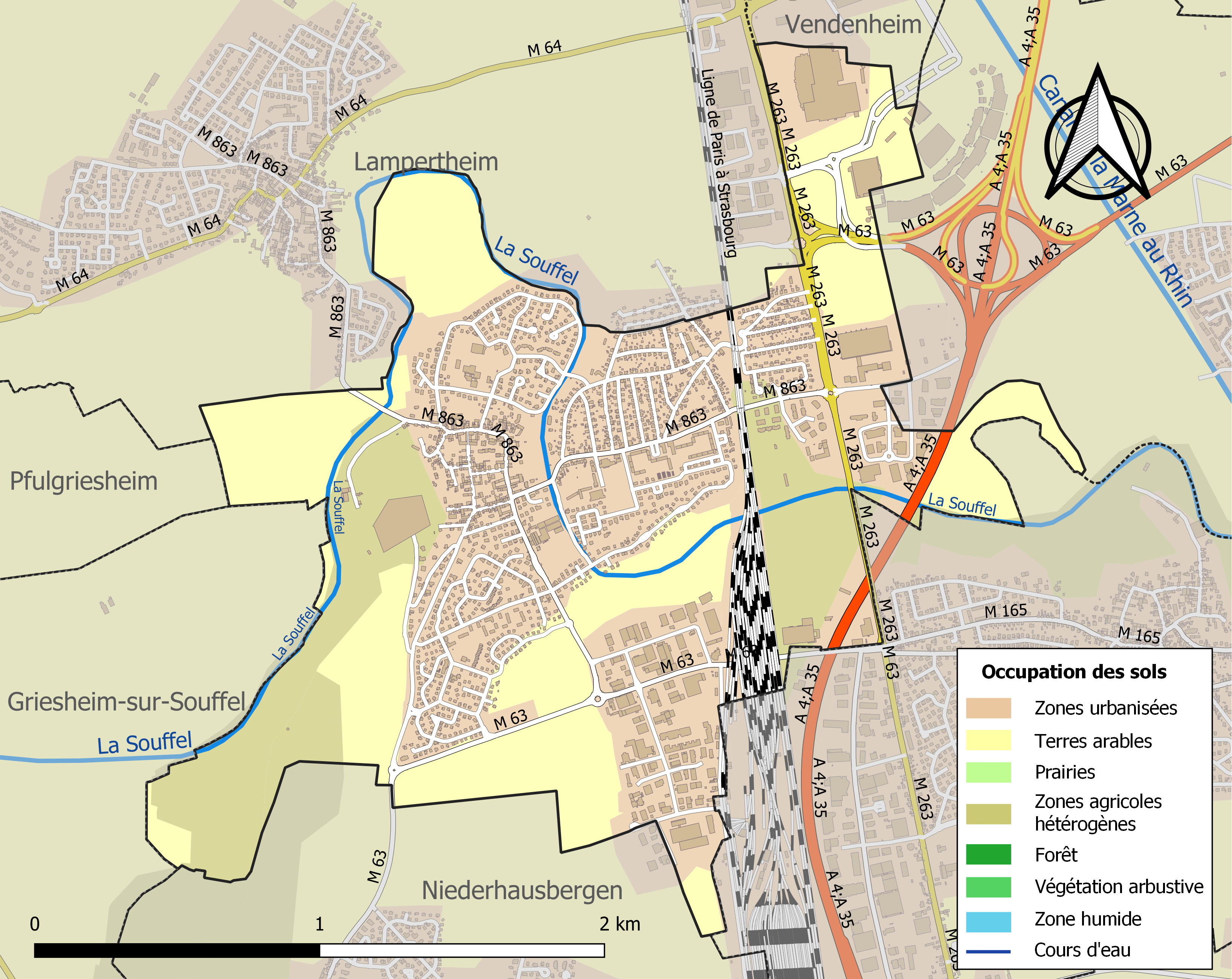
Kaart van de gemeente met de belangrijkste infrastructuur, bodemgebruik en omliggende gemeenten

## Demografie
Onderstaande figuur toont het verloop van het inwonertal (bron: INSEE-tellingen).

## Verkeer en vervoer
In de gemeente staat het spoorwegstation Mundolsheim.